# Stereogum
Stereogum es una publicación diaria en Internet que se enfoca en noticias de música, reseñas, entrevistas. Scott Lapatine creó el sitio en enero de 2002. 
Stereogum fue uno de los primeros blogs en MP3 y ha recibido varios premios y citas, incluido el Premio Plug al «mejor blog de música», el «Powergeek 25» de Blender y los «Mejores sitios web de música» de Entertainment Weekly. El sitio fue nombrado «Honorario Oficial» de los Premios Webby en la categoría de música y ganó el Premio Omma a la «excelencia del sitio web» en la categoría Entretenimiento/Música. En 2011, Stereogum ganó la condecoración de «Blog de música del año» de The Village Voice.
Su nombre deriva de la letra de la canción "Radio #1" de la banda francesa Air, la tercera de su álbum 10,000 Hz Legend, de 2001. 